# Coll de Castillon
El coll de Castillon (en francès col de Castillon) és un port de muntanya que corona a 707 msnm i que es troba al departament francès dels Alps Marítims. El coll uneix les viles de Sospèl, al nord, i Menton, al sud.
El coll va ser punt habitual de pas, amb vint-i-set visites, pel Tour de França entre 1911 i 1952, any en què es pujà per darrera vegada. Des de Sospèl l'ascensió fa 7 quilòmetres de llargada, al 5,1% de desnivell, en què se superen 359 metres de desnivell. Des de Menton la ruta és més llarga, amb 15 quilòmetres d'ascensió, al 4,6% de mitjana i un desnivell de 697 metres.